# Rhinolophus capensis
Rhinolophus capensis (Lichtenstein, 1823) è un Pipistrello della famiglia dei Rinolofidi endemico del Sudafrica.

## Descrizione

### Dimensioni
Pipistrello di medie dimensioni, con la lunghezza totale tra 80 e 98 mm, la lunghezza dell'avambraccio tra 47 e 51 mm, la lunghezza della coda tra 24 e 32 mm, la lunghezza della tibia tra 17 e 21 mm, la lunghezza delle orecchie tra 21 e 25 mm e un peso fino a 13 g.

### Aspetto
La pelliccia è di medie dimensioni, soffice e lanuginosa. Le parti dorsali variano dal marrone al marrone chiaro, con la base dei peli grigia o color crema, mentre le parti ventrali sono più chiare e talvolta più grigiastre. Una fase arancione è presente. Le orecchie sono relativamente corte. La foglia nasale presenta una lancetta appuntita, il processo connettivo arrotondato e più elevato della sella, la quale è priva di peli, con i bordi paralleli e la punta arrotondata. La porzione anteriore è stretta e non copre completamente il muso, ha delle fogliette laterali rudimentali e un incavo mediano ben sviluppato. Il labbro inferiore ha un solco longitudinale profondo. Le membrane alari sono marroni, la prima falange del quarto dito è relativamente lunga. La coda è lunga ed inclusa completamente nell'ampio uropatagio. Il primo premolare superiore è situato all'interno della linea alveolare. Il cariotipo è 2n=58 FNa=60.

### Ecolocazione
Emette ultrasuoni ad alto ciclo di lavoro con impulsi a frequenza costante tra 85 e 90 kHz e di lunga durata.

## Biologia

### Comportamento
Si rifugia all'interno delle grotte, utilizzando i cornicioni degli edifici come siti notturni. Forma colonie fino a 500 individui, talvolta anche fino a qualche migliaio. I sessi vivono insieme. L'attività raggiunge il picco nelle prime due ore dopo il tramonto.

### Alimentazione
Si nutre principalmente di coleotteri raccolti nella fitta vegetazione.

### Riproduzione
Si riproduce tra agosto e settembre, dopo che i maschi hanno generato lo sperma tra ottobre e maggio ed averlo trattenuto durante l'inverno australe. Le nascite avvengono tra novembre e dicembre dopo 3-4 mesi di gestazione. 

## Distribuzione e habitat
Questa specie è diffusa nelle province sudafricane del Capo settentrionale, Capo occidentale e Capo orientale.
Vive nelle foreste afro-montane, nelle savane, nelle foreste costiere e nel Fynbos.

## Conservazione
La IUCN Red List, considerato il vasto areale e la popolazione presumibilmente numerosa, classifica R.capensis come specie a rischio minimo (Least Concern)).